# Dichomitus squalens
Dichomitus squalens er en svampeart, der tilhører familien Polyporaceae.
Det er hjemmehørende i Eurasien og Nordamerika.